# Weki Meki
Le Weki Meki (위키미키?; anche abbreviato in WEME o WKMK) sono state un gruppo musicale sudcoreano formatosi a Seul nel 2017 sotto la Fantagio Entertainment. Il gruppo è composto da otto membri, ed ha debuttato l'8 agosto 2017 con l'EP Weme.
Il gruppo si è ufficialmente sciolto l'8 agosto 2024.

## Storia

### Prima del debutto
I membri erano inizialmente dei tirocinanti di Fantagio Entertainment, ed erano conosciuti come i-Teen Girls.
Nel 2016 Choi Yoo-jung, Kim Do-yeon, Elly, Lua e Lucy (insieme alle ex-tirocinanti Chu Ye-jin e Lee Soo-min) partecipano allo show di competizione musicale sudcoreano Produce 101, il cui obbiettivo è formare un gruppo femminile con le 11 vincitrici del programma. Tuttavia, tra le tirocinanti di Fantagio solo Choi Yoo-jung e Kim Do-yeon riescono a vincere la competizione, ed a debuttare nel girl group I.O.I.

### 2017-2018: Debutto conWeme,LuckyeKiss, Kicks
Le Weki Meki hanno pubblicato il loro EP di debutto, Weme l'8 agosto 2017. L'EP è composto da sei tracce, tra cui il singolo "I Don't Like Your Girlfriend". A novembre dello stesso anno, secondo Circle Chart, l'album ha venduto circa 47 000 copie fisiche dalla pubblicazione, diventando così l'album più venduto tra i gruppi femminili k-pop emergenti.
Il 21 febbraio 2018 il gruppo torna con il loro secondo EP, Lucky, e con il singolo "La La La".
Il gruppo ha poi rilasciato il primo album singolo Kiss, Kicks l'11 ottobre 2018, con l'estratto "Crush".

### 2019-2022:Lock End LOL,Hide and SeekeNew Rules
Il 14 maggio 2019 pubblicano il secondo album singolo, intitolato Lock End LOL, insieme all'estratto "Picky Picky". L'8 agosto 2019 rilasciano una riedizione dell'album, chiamata Week End LOL, addizionando il singolo "Tiki-Taka (99%)".
Il 6 febbraio 2020 il gruppo torna con il singolo "Dazzle Dazzle". Il 18 giugno 2020 pubblicano il terzo EP Hide and Seek, con il nuovo singolo "Oopsy" ed il precedente singolo "Dazzle Dazzle".
L'8 ottobre 2020 esce il quarto EP New Rules, con il singolo "Cool" e la sua versione in lingua inglese "100 Facts".
Dopo più di un anno senza pubblicazioni, il gruppo torna il 18 novembre 2021 con il suo quinto EP I Am Me., con il brano apripista "Siesta".
Il 23 agosto 2022 è trapelato che Yoojung avrebbe pubblicato il suo primo lavoro da solista a settembre. Il 14 settembre Yoojung ha pubblicato il suo primo singolo intitolato Sunflower.

### 2024-presente:CoinciDestinye scioglimento del gruppo
Il 6 Giugno 2024 la compagnia Fantagio ha rilasciato un teaser per il secondo e ultimo singolo digitale delle Weki Meki, CoiciDestiny, programmato per il 12 Giugno.
Il 16 Agosto Fantagio ha annunciato che le Weki Meki avevano concluso le loro attività e si erano sciolte l'8 Agosto dopo che i membri Elly, Sei, Lua, Rina e Lucy avevano decino di non rinnovare i loro contratti esclusivi con l'agenzia. Invece, i membri Suyeon, Yoojung e Doyeon stavano ancora decidendo circa il rinnovo dei loro contratti.

## Formazione
- Suyeon (지수연) – leader, voce
- Elly (엘리) – voce
- Yoojung (최유정) – voce, rap
- Doyeon (김도연) – voce
- Sei (세이) – voce
- Lua (루아) – voce
- Rina (리나) – voce
- Lucy (루시) – voce

## Discografia

### EP
- 2017 – Weme
- 2018 – Lucky
- 2020 – Hide and Seek
- 2020 – New Rules
- 2021 – I Am Me.

### Album singoli
- 2018 – Kiss, Kicks
- 2019 – Lock End LOL

### Singoli
- 2017 – I Don't Like Your Girlfriend
- 2018 – La La La
- 2018 – Crush
- 2019 – Picky Picky
- 2019 – Tiki Taka (99%)
- 2020 – Dazzle Dazzle
- 2020 – Oopsy
- 2020 – Cool
- 2021 – Siesta

### Riedizioni
- 2019 – Week End LOL

### Brani di colonne sonore
- 2018 – Love Diamond (per Gangnam Beauty; Ji Su-yeon e Elly)
- 2018 – A Rose Smile (per My Only One; Elly)
- 2020 – Again and Again (per Melo, Not Solo)
- 2021 – Luv (per Pumpkin Time)
- 2022 – Between Us Two (per Miracle)
- 2022 – Now or Never (per Becoming Witch)

### Collaborazioni
- 2018 – All I Want (con gli Astro e le Hello Venus)

## Videografia
- 2017 – I Don't Like Your Girlfriend
- 2017 – Butterfly
- 2018 – La La La
- 2018 – Crush
- 2019 – Picky Picky
- 2019 – Tiki-Taka (99%)
- 2020 – Dazzle Dazzle
- 2020 – Oopsy
- 2020 – Cool
- 2021 – Siesta

## Filmografia
- Weki Meki, What's Up? – reality show, 60 episodi (2018)
- Honey Jam Log: Homecoming Party Weki Meki – reality show, 8 episodi (2022)

## Riconoscimenti
Brand Awards
- Most Anticipated Rising Star (2019)

Korean Culture Entertainment Awards
- K-Pop Singer Award (2018)
- K-Pop Artist Award (2020)

Soribada Best K-Music Awards
- Art-tainer Award (2019)